# Ouverture d'esprit
L'ouverture d'esprit désigne la sensibilité à de nouvelles idées.

## Présentation
L'ouverture d'esprit est en lien avec « la manière dont les personnes abordent les opinions et les connaissances des autres et intègrent l'idée que d'autres devraient être libres d'exprimer leurs opinions et que la valeur de leurs connaissances devrait être reconnue »,. Il existe différentes échelles pour mesurer l'ouverture d'esprit. Le fait que l'école devrait mettre l'accent sur l'ouverture d'esprit préférentiellement au relativisme dans son enseignement scientifique, la communauté scientifique n'utilisant pas une manière relativiste de penser, a été débattu.
L'ouverture d'esprit est généralement considérée comme un attribut personnel important pour une participation efficace dans une équipe de direction et d'autres groupes.
Selon What Makes Your Brain Happy and Why You Should Do the Opposite, l'étroitesse d'esprit, ou une réticence à considérer de nouvelles idées, peut résulter sur l'aversion naturelle du cerveau pour l'ambiguïté. Selon cette vision, le cerveau possède un rapport du type « recherche et destruction » avec l'ambiguïté et des signes de contradiction dans les différentes croyances actuelles tendent à le placer dans une position inconfortable en introduisant ainsi l'ambiguïté. Une recherche confirme que les personnes fermées d'esprit sont moins tolérantes à la dissonance cognitive.

### Source
- (en) Cet article est partiellement ou en totalité issu de l’article de Wikipédia en anglais intitulé « Open-mindedness » (voir la liste des auteurs).